# Grenada a 2008. évi nyári olimpiai játékokon
Grenada a kínai Pekingben megrendezett 2008. évi nyári olimpiai játékok egyik részt vevő nemzete volt. Az országot az olimpián 2 sportágban 9 sportoló képviselte, akik érmet nem szereztek.

## Atlétika
Férfi
| Versenyző         | Versenyszám | Előfutam | Előfutam | Előfutam | Elődöntő | Elődöntő | Elődöntő | Döntő   | Döntő    |
| Versenyző         | Versenyszám | Idő      | Hely.    | Össz.    | Idő      | Hely.    | Össz.    | Idő     | Helyezés |
| ----------------- | ----------- | -------- | -------- | -------- | -------- | -------- | -------- | ------- | -------- |
| Alleyne Francique | 400 m       | 46,15    | 6.       | 35.      | kiesett  | kiesett  | kiesett  | kiesett | kiesett  |
| Joel Phillip      | 400 m       | 46,30    | 6.       | 39.      | kiesett  | kiesett  | kiesett  | kiesett | kiesett  |

| Versenyző   | Versenyszám | Selejtező | Selejtező | Döntő    | Döntő    |
| Versenyző   | Versenyszám | Eredmény  | Helyezés  | Eredmény | Helyezés |
| ----------- | ----------- | --------- | --------- | -------- | -------- |
| Randy Lewis | Hármasugrás | 17,06 m   | 15.       | kiesett  | kiesett  |

Női
| Versenyző             | Versenyszám | Előfutam | Előfutam | Előfutam | Negyeddöntő | Negyeddöntő | Negyeddöntő | Elődöntő | Elődöntő | Elődöntő | Döntő   | Döntő    |
| Versenyző             | Versenyszám | Idő      | Hely.    | Össz.    | Idő         | Hely.       | Össz.       | Idő      | Hely.    | Össz.    | Idő     | Helyezés |
| --------------------- | ----------- | -------- | -------- | -------- | ----------- | ----------- | ----------- | -------- | -------- | -------- | ------- | -------- |
| Trish Bartholomew     | 400 m       | 52,88    | 5.       | 33.*     |             |             |             | kiesett  | kiesett  | kiesett  | kiesett | kiesett  |
| Neisha Bernard-Thomas | 800 m       | 2:00,09  | 5.       | 7.       |             |             |             | 2:01,84  | 7.       | 21.      | kiesett | kiesett  |
| Sherry Fletcher       | 100 m       | 11,65    | 5.       | 40.**    | kiesett     | kiesett     | kiesett     | kiesett  | kiesett  | kiesett  | kiesett | kiesett  |
| Alison George         | 200 m       | 23,45    | 6.       | 30.      | 23,77       | 8.          | 31.         | kiesett  | kiesett  | kiesett  | kiesett | kiesett  |

| Versenyző          | Versenyszám | Selejtező | Selejtező | Döntő    | Döntő    |
| Versenyző          | Versenyszám | Eredmény  | Helyezés  | Eredmény | Helyezés |
| ------------------ | ----------- | --------- | --------- | -------- | -------- |
| Patricia Sylvester | Távolugrás  | 644 cm    | 21.       | kiesett  | kiesett  |

* - egy másik versenyzővel azonos időt ért el

** - két másik versenyzővel azonos időt ért el

## Ökölvívás
| Versenyző     | Versenyszám | Selejtező                     | Nyolcaddöntő      | Negyeddöntő       | Elődöntő          | Döntő             | Helyezés |
| Versenyző     | Versenyszám | Ellenfél Eredmény             | Ellenfél Eredmény | Ellenfél Eredmény | Ellenfél Eredmény | Ellenfél Eredmény | Helyezés |
| ------------- | ----------- | ----------------------------- | ----------------- | ----------------- | ----------------- | ----------------- | -------- |
| Rolande Moses | Váltósúly   | Toureano Johnson (BAH) · 3-18 | kiesett           | kiesett           | kiesett           | kiesett           | 17.      |